# Gold Selleck Silliman
Gold Selleck Silliman (geboren am 7. Mai 1732 in Fairfield, Colony of Connecticut; gestorben am 21. Juli 1790 ebenda) war ein amerikanischer Jurist und General der Miliz von Connecticut im Amerikanischen Unabhängigkeitskrieg.

## Leben
Er war der Sohn des Richters Ebenezer Silliman (1707–1775) und dessen Frau Abigail Gold Selleck, studierte am Yale College (A.B. 1752) und schlug darauf eine Juristenlaufbahn ein. 1769 wurde er zum Kronstaatsanwalt (King's attorney) des Fairfield County ernannt, 1769 zum Kapitän einer Kavallerieeinheit der Miliz der Kolonie Connecticut und 1774 in den Rang eines Oberstleutnants (lieutenant colonel) erhoben. Nach Ausbruch des Unabhängigkeitskrieges wurde er im Mai 1775 zum Oberst (colonel) des 4. Regiments der Miliz von Connecticut befördert und war von März bis Juni 1776 mit der Verstärkung der Befestigungsanlagen New Yorks betraut. Im August nahm er an der vergeblichen Verteidigung New Yorks gegen die britischen Truppen Teil und wurde im Laufe der Gefechte beinahe eingekesselt, durch das Eingreifen Aaron Burrs jedoch vor der Gefangennahme bewahrt. Nach dem Rückzug nach Connecticut übernahm er den Befehl über die leichte Kavallerie des Staates; im Dezember des Jahres wurde er in den Rang eines Brigadegenerals erhoben.
Als Kommandeur seines Kavallerieregiments war Silliman über Jahre vor allem mit der Sicherung der Grenze Connecticuts gegen das britisch besetzte New York betraut. In der Nacht zum 1. Mai 1779 wurden er und sein ältester Sohn jedoch von einem loyalistischen Kommando aus seinem Haus in Connecticut entführt und mit einem Boot auf die gegenüber liegende, britisch kontrollierte Küste von Long Island verschleppt. In Flatbush wurde er bis zum April 1780 als Kriegsgefangener festgehalten, bis er gegen den loyalistischen Richter Thomas Jones ausgetauscht wurde, der von den Revolutionstruppen als Geisel genommen worden war. 1780 und 1781 vertrat er seine Heimatstadt Fairfield im Repräsentantenhaus und nahm 1782 auch seine Tätigkeit als Staatsanwalt seines Countys wieder auf.